# La Vernelle
La Vernelle ist eine Gemeinde mit 799 Einwohnern (Stand: 1. Januar 2022) im französischen Département Indre in der Region Centre-Val de Loire. Sie gehört zum Kanton Valençay im Arrondissement Châteauroux. Die Einwohner werden Vernellois genannt.

## Geographie
Die Gemeinde La Vernelle liegt etwa 55 Kilometer nordnordwestlich von Châteauroux. 
Sie grenzt im Norden an Selles-sur-Cher, im Osten an Chabris, im Süden und Südosten an Val-Fouzon, im Süden an Fontguenand sowie im Westen an Meusnes.

## Bevölkerungsentwicklung
| Jahr                       | 1962 | 1968 | 1975 | 1982 | 1990 | 1999 | 2006 | 2017 |
| -------------------------- | ---- | ---- | ---- | ---- | ---- | ---- | ---- | ---- |
| Einwohner                  | 726  | 715  | 713  | 696  | 640  | 693  | 779  | 748  |
| Quellen: Cassini und INSEE |      |      |      |      |      |      |      |      |

## Sehenswürdigkeiten

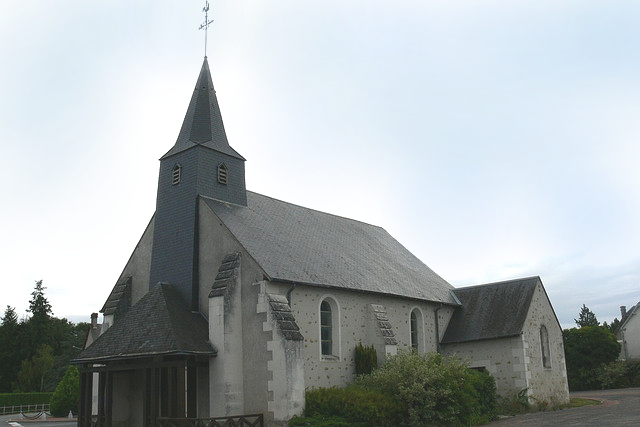
Kirche Saint-Éloi

- Kirche Saint-Éloi